# Lipna (szczyt)
Lipna (niem. Linden Berg) – szczyt (436 m n.p.m.) na północno-zachodnim krańcu Grzbietu Wschodniego w Górach Kaczawskich. Leży na zakończeniu podrzędnego grzbieciku odchodzącego ku północy od Chmielarza, gdzie łączy się z innym grzbietem – Bukowinka – Marciniec – Rogacz – Dłużek – Chmielarz – Polanka – Trzciniec.
Na północny zachód od Lipnej położone są zabudowania Starej Kraśnicy a na północny wschód Dobkowa.
Na wschód od szczytu, na grzbiecie ciągnącym się w stronę Garbu znajduje się skałka zbudowana z łupków łyszczykowych zwana Kazalnicą.
Lipna zbudowana jest ze staropaleozoicznych skał metamorficznych pochodzenia wulkanicznego - zieleńców i łupków zieleńcowych oraz pochodzenia osadowego – fyllitów, łupków albitowo-serycytowych, chlorytowo-serycytowych i kwarcowo-serycytowych oraz kwarcytów, należących do metamorfiku kaczawskiego.
Pokryta jest łąkami i niewielkimi zagajnikami.